# Salzwiesen von Wisselsheim
Salzwiesen von Wisselsheim este o arie protejată (arie specială de conservare — SAC, sit de importanță comunitară — SCI) din Germania întinsă pe o suprafață de 23,06 ha, integral pe uscat.

## Localizare
Centrul sitului Salzwiesen von Wisselsheim este situat la coordonatele 50°23′00″N 8°45′21″E / 50.3833°N 8.7558°E.

## Înființare
Situl Salzwiesen von Wisselsheim a fost declarat sit de importanță comunitară în aprilie 1999 pentru a proteja 1 specie de animale. Situl a fost protejat și ca arie specială de conservare în martie 2008.

## Biodiversitate
Situată în ecoregiunea continentală, aria protejată conține 3 habitate naturale: Pășuni continentale udate de apa mării, Cursuri de apă de la nivel de câmpie la nivel montan, cu vegetație Ranunculion fluitantis și Callitricho-Batrachion, Păduri aluvionare cu Alnus glutinosa și Fraxinus excelsior (Alno-Padion, Alnion incanae, Salicion albae).
La baza desemnării sitului se află o specie protejată de  păsări: gaia roșie (Milvus milvus).
Pe lângă speciile protejate, pe teritoriul sitului au mai fost identificate 12 specii de plante, 1 specie de reptile.